# Clusiodes unica
Clusiodes unica är en tvåvingeart som beskrevs av Boris Mamaev 1974. Clusiodes unica ingår i släktet Clusiodes och familjen träflugor. Inga underarter finns listade i Catalogue of Life.